# Descendants (franquícia)
Descendants és una franquícia de mitjans centrada en una sèrie de pel·lícules musicals de fantasia de Disney Channel dirigides per Kenny Ortega, i creada per Josann McGibbon i Sara Parriott.
La franquícia té lloc en un món que serveix com una continuació de les pel·lícules d'animació clàssiques de Disney. Protagonitzades per Dove Cameron, Cameron Boyce, Sofia Carson i Booboo Stewart, cada pel·lícula narra la vida dels fills adolescents de quatre malvats de Disney a l'Illa dels Perduts, i el seu trasllat al regne d'Auradon a petició del fill adolescent de la Reina Bella i el Rei Bèstia. La primera pel·lícula va ser estrenada com una Pel·lícula Original de Disney Channel al juliol de 2015, seguida per una seqüela al juliol de 2017 i una tercera pel·lícula a l'agost de 2019. Una pel·lícula spin-off, Descendants: The Rise of Red, protagonitzada per Kylie Cantrall i Malia Baker, va ser estrenada en el servei de streaming Disney+ en 2024.

## Pel·lícules

### Descendants (2015)
Descendants es va estrenar el 31 de juliol de 2015 a Disney Channel i va obtenir un èxit comercial immediat. Abans de la seva estrena, es va veure més d'un milió de vegades per l'aplicació Disney Now als Estats Units. En la seva nit d'estrena, la pel·lícula va rebre 6,6 milions d'espectadors, convertint-se en la transmissió més vista de la cadena de 2015 i la transmissió de major audiència en la cadena des de 2013. Més tard, la pel·lícula es va convertir en la cinquena pel·lícula original més vista en la televisió per cable. La pel·lícula va ser la primera Pel·lícula Original de Disney Channel de la qual es va llançar una banda sonora des de High School Musical 2 en 2007.
La pel·lícula transcorre als Estats Units d'Auradon, on la Bella i la Bèstia governen com els reis. Vint anys després de casar-se, van unir els escenaris de moltes pel·lícules animades de Disney i el Rei Bèstia va exiliar a tots els vilans a l'Illa dels Perduts, un barri marginal envoltat per una barrera supresora de màgia. Bèstia planeja abdicar a favor del seu fill i el de Bella, Ben, qui anuncia un programa per a convidar a quatre nens de l'Illa dels Perduts a viure a Auradon, lluny de la influència dels seus malvats pares: Carlos, fill de Cruel·la de Vil; Jay, fill de Jafar; Evie, filla de la Reina Malvada; i la líder de la seva colla, Mal, filla de Malèfica. Malèfica els ordena robar la vareta màgica de la Fada Padrina i desactivar la barrera, perquè Malèfica pugui conquerir Auradon. Els quatre fills de villans es troben encantats i gaudint d'una infància normal, i Mal comença una relació amb Ben, suplantant a Audrey, filla de la Princesa Aurora i el Príncep Felip. Quan la barrera es dissipa sense adonar-se, Malèfica ataca la coronació de Ben i es transforma en un drac. Amb Ben animant-la a prendre la seva pròpia decisió, Mal decideix ser bona, i ella i els seus amics reprenen a Malèfica, convertint-la en una petita sargantana.

### Descendants 2(2017)
Descendants 2 va ser anunciada el 15 d'agost de 15 en la D23 Expo. La pel·lícula es va estrenar el 21 de juliol de 2017, en una estrena simultània en sis canals: ABC, Disney Channel, Disney XD, Freeform, Lifetime, i Lifetime Movies. La pel·lícula va ser vista per 5.3 milions espectadors a Disney Channel i 8,9 milions en les sis cadenes en les quals es va llançar.
En la pel·lícula, Mal lluita amb la seva nova vida de celebritat com la núvia de Ben, usant màgia en secret per a mantenir un estil de vida que sent que és una façana. Mal decideix que ella no pertany a Auradon, per la qual cosa torna a l'Illa dels Perduts, on el lideratge de la colla ha recaigut en la seva antiga rival, la capitana pirata Uma (filla d'Úrsula), i els seus primer i segon oficials, Harry (fill del Capità Garfi) i Gil (fill de Gastón), respectivament. Evie, Jay i Carlos accepten ajudar a Ben a trobar a Mal, però Mal rebutja a Ben, creient que el millor per a ell i Auradon és que ella es quedi a l'Illa. Uma captura a Ben i exigeix la vareta de la Fada Padrina a canvi de la seva vida. Uma es ressent de no haver estat triada per a viure a Auradon; Ben la respecta com a líder i la convida a Auradon, però ella promet fer el seu propi camí allí. El grup de Mal acaba rescatant a Ben. En el cotilló real a bord d'un vaixell, Uma apareix com la cita de Ben i anuncia que destruirà la barrera; Mal s'adona que Uma ha encantat a Ben. Quan Mal descobreix que Ben li va encarregar un retrat que la mostra tal com era abans de canviar-se amb la màgia, accepta l'acte d'amor i besa a Ben, trencant l'encanteri. Uma i Mal lluiten, transformant-se en un polp i un drac, respectivament. Ben intenta negociar amb Uma, però ella es va sense reconciliar-se. Evie proposa portar més fills de vilans a Áuradon, i Ben accedeix.

### Descendants 3 (2019)
Descendants 3 fou anunciada el 16 de febrer de 2018. La pel·lícula es va estrenar el 2 d'agost de 2019 a Disney Channel. A la pel·lícula, Ben li proposa matrimoni a Mal, convertint-la així en la futura reina d'Auradon.

### Descendants: The Rise of Red(2024)
La quarta pel·lícula de la franquícia s'estrenà el juliol de 2024. Està dirigida per Jennifer Phang i protagonitzada per Kylie Cantrall i Malia Baker.